# Against All Odds 2007
Against All Odds 2007 è stata la terza edizione del pay-per-view prodotto dalla Total Nonstop Action Wrestling (TNA). L'evento si è svolto il 11 febbraio 2007 nella IMPACT! Zone di Orlando, Florida.

## Risultati
| #  | Risultati                                                                                               | Stipulazioni                                                  | Durata         |
| -- | --- | ------------------------------------------------------------- | -------------- |
| 1  | Serotonin (Kazarian e Johnny Devine) hanno sconfitto Jay Lethal e Sonjay Dutt                           | Tag team match                                                | 05:14 Pre show |
| 2  | The Latin American Xchange (Homicide e Hernandez) hanno sconfitto Team 3D (Brother Ray e Brother Devon) | Little Italy Street Fight                                     | 09:26          |
| 3  | Senshi ha sconfitto Austin Starr                                                                        | Single match                                                  | 08:21          |
| 4  | Christy Hemme ha sconfitto "Big Fat Oily Guy"                                                           | Tuxedo match                                                  | 02:29          |
| 5  | Lance Hoyt (con David Eckstein) ha sconfitto Dale Torborg (con A. J. Pierzynski)                        | Basebrawl match                                               | 05:04          |
| 6  | A.J. Styles ha sconfitto Rhino                                                                          | Motor City Chain match                                        | 15:07          |
| 7  | Chris Sabin (c) ha sconfitto Jerry Lynn                                                                 | Single match per il titolo TNA X Division Championship        | 13:33          |
| 8  | James Storm e Jacqueline Moore hanno sconfitto Petey Williams e Gail Kim                                | Mixed tag team match                                          | 08:49          |
| 9  | Sting ha sconfitto Abyss (con James Mitchell)                                                           | Prison Yard match                                             | 11:57          |
| 10 | Christian Cage ha sconfitto Kurt Angle                                                                  | Single match per il titolo NWA World Heavyweight Championship | 19:02          |
|    | (c) = campione in carica al momento dell'inizio del match                                               |                                                               |                |